# Mrówczyn
Mrówczyn (niem. Birk Vorwerk) – osada leśna w Polsce położona w województwie lubuskim, w powiecie świebodzińskim, w gminie Lubrza. Leśniczówka znajduje się około 1 kilometra na południe od Buczy, jest to zamknięty dla ogółu ośrodek polowań.
Na początku XX wieku osada traktowana była jako część wsi Mostki. Mieszkało tu wówczas 5 osób.
W latach 1975–1998 miejscowość należała administracyjnie do województwa zielonogórskiego.